# Pauli Aalto-Setälä
Pauli Juhani Aalto-Setälä, född 6 maj 1966 i Kankaanpää, är en finländsk journalist, TV-programledare, företagsledare och politiker (Samlingspartiet). Han är ledamot av Finlands riksdag sedan år 2023.
Aalto-Setälä blev invald i riksdagen i riksdagsvalet 2023 med 7 241 röster från Egentliga Finlands valkrets.

## Utmärkelser
- Militärens förtjänstmedalj[3]

[Redigera Wikidata]